# Ballade Nr. 3
Die Ballade Nr. 3 As-Dur op. 47 ist die dritte von vier Balladen von Frédéric Chopin.

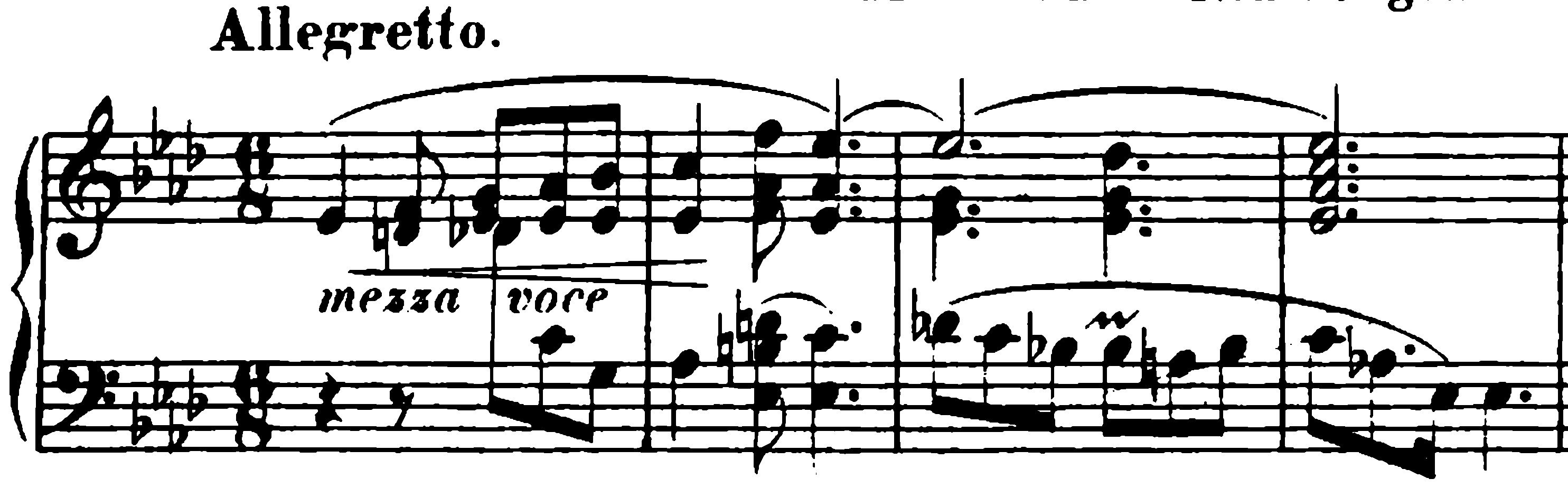
Ballade Nr. 3, Incipit

## Entstehung
Die Ballade entstand zwischen 1840 und 1841 und wurde Mademoiselle Pauline de Noailles (1824–1844) gewidmet, der 17-jährigen Tochter des Staatsmanns Paul de Noailles. Dem Pariser Erstdruck durch Maurice Schlesinger (1841) folgten 1842 Ausgaben bei Breitkopf & Härtel in Leipzig und Wessel & Co in London.

## Werk
Wie viele von Chopins Werken in As-Dur gesetzt, ist op. 47 unter den Balladen wohl die reichste. Durchgehend im 6/8-Allegretto, umfasst sie drei Themen mit mehreren Variationen. Vom Einzel-Es der Dominante schlägt schon der 1. Takt einen weiten Bogen. Die gelöste Stimmung verliert sich in gegenläufigen Dissonanzen und Sforzatos. Mezza voce erscheint das wieder ruhige zweite Thema in F-Dur. Indem der Schwerpunkt der gepaarten Achtel auf 3 und 6 liegt, „erinnert [es] an den Gang eines Esels“. Variiert wird es zweimal in C-Dur und einmal in As-Dur. Mit einem weiten Arpeggio beginnt der furiose f-Moll-Abschnitt, der in As-Dur wiederkehrt. Ihm folgt ein leiser, links unruhiger cis-Moll-Gedanke, der sich ins leuchtende Cis-Dur wendet. Variiert wird er in einer grandiosen Modulation mit arpeggierten Oktavakkorden rechts und weiten Oktavsprüngen links. Noch einmal in grummelnden Dissonanzen variiert, findet er – erstmals seit dem Beginn – zum As-Dur-Thema, diesmal in prächtigen Oktavakkorden.